# 画眉科
画眉科（学名：Timaliidae），物种拆分后该科也称为林鹛科，又稱知目科，在鸟类DNA分类系统中是鸟纲雀形目中的一个科。
画眉科鸟类为中小型鸣禽。喙细直而侧扁，先端有不同程度的下弯，上喙尖多具缺刻；鼻孔被羽或须毛覆盖；翅短圆；尾长，呈椭圆或楔形；多在灌木丛基部或地面活动，不善长距离飞翔。腿长，脚趾强健；善于鸣啭和效鸣。

## 分类[註 1]
其下很多鳥類已經分入莺鹛科及绣眼鸟科。該科現有9屬53種：
- 钩嘴鹛属 Pomatorhinus
- 鹩鹛属 Spelaeornis
- 穗鹛属 Stachyris
- 红头穗鹛属 Cyanoderma[5]
- 棕腹鹛属 Dumetia
- 黑头鹛属 Rhopocichla
- 纹胸鹛属 Mixornis
- 褐纹胸鹛属 Macronus
- 红顶鹛属 Timalia

## 軼事
历史上，画眉科是著名的分类垃圾桶，大量不相关的旧大陆鸟类被归类于此，德国鸟类学家恩斯特·哈特尔特在1910年描述画眉科时，曾半开玩笑地说：“不知道应该怎么分类的鸟，就属于画眉科。”